# Kyle Larson
Kyle Miyata Larson, född 31 juli 1992 i Elk Grove i Kalifornien, är en amerikansk professionell stockcarförare. Han kör sedan 2021 bil #5, en Chevrolet Camaro på heltid för Hendrick Motorsports. Larson vann Nascar Cup Series 2021.
Kyle Larson blev 2012 totalsegrare i Nascar K&N Pro Series East och 2015 vann han Daytona 24-timmars tillsammans med Scott Dixon, Tony Kanaan och Jamie McMurray. Kyle Larson körde 2013-2020 bil #42, en Chevrolet Camaro ZL1 för Chip Ganassi Racing på heltid i Nascar Cup Series samt bil #42 för Ganassi på deltid i Xfinity Series. Hans första cup-seger kom 28 augusti 2016 på Michigan International Speedway då han segrade i loppet Pure Michigan 400. I april 2020 blev Larson avstängd av Nascar 1 år efter att uttryckt sig rasistiskt under en livestreamad iracing-sändning på Twitch. Han fick även sparken av Chip Ganassi Racing.
Larson gjorde comback efter att avstängningen hävts för Hendrick Motorsports. Under säsongen vann han 10 lopp varav 4 i slutspelet. Han vann både grundserien och mästerskapet.

## Indy 500
Den 12 januari 2023 tillkännagavs att Larson skulle försöka kvala in till den 108:e upplagan av Indianapolis 500 i ett samarbete mellan Arrow McLaren och Hendrick Motorsports. Larson kvalade in på en femteplats. Han kommer förutom Indy 500 även köra Nascar-loppet Coca-Cola 600 som körs senare samma dag. Fyra förare har tidigare kört bägge loppen och Larson kommer att bli den femte. Den förare som gjorde det senast var Kurt Busch 2014.

## Utmärkelser
- 2012 - Nascar K&N Pro Series East Rookie of the Year[2]
- 2013 - Nascar Nationwide Series Rookie of the Year[9]
- 2014 - Nascar Sprint Cup Series Rookie of the Year[10]
- 2017 - Mobil 1 Driver of the Year[11]